# Fisch & Chips
Fisch & Chips (The Van) ist eine Filmkomödie von Stephen Frears aus dem Jahr 1996. Sie ist die Verfilmung des dritten Teils der Romanreihe Barrytown Trilogy von Roddy Doyle.

## Handlung
Brendan Reeves ('Bimbo') lebt in Barrytown. Als er entlassen wird, eröffnen Bimbo und sein Freund Larry eine mobile Imbissbude, in der sie Fish and Chips verkaufen. Nach anfänglichen Erfolgen entstehen zunehmend Spannungen zwischen den beiden Freunden. Schließlich beginnt Bimbo, der formal Inhaber der Imbissbude ist, Larry einen festen Lohn anstelle einer Gewinnbeteiligung zu zahlen. Der wütende Larry tritt daraufhin in eine Gewerkschaft ein. Nachdem auch noch ein Vertreter der Gesundheitsbehörde droht, die Imbissbude zu schließen, eskaliert die Auseinandersetzung zu einem offenen Streit.
Während der Versöhnung im Pub beschließt der betrunkene Bimbo, der Sache ein Ende zu machen, um ihre Freundschaft zu retten. Am Ende steuern Bimbo und Larry die mobile Imbissbude ins Meer.

## Kritiken
James Berardinelli bezeichnete die Handlung auf ReelViews als „einfach“, die erste Filmhälfte als „engagiert“. Er schrieb, es handle sich um einen Film über die Freundschaft zweier Männer und über die Vorteile des Selbstrespekts. Berardinelli lobte stark die Darstellung von Colm Meaney.
Roger Ebert schrieb in der Chicago Sun-Times vom 27. Juni 1997, die Komik des Films entspringe der genauen Beobachtung der Charaktere.

## Auszeichnungen
Stephen Frears wurde 1996 für die Goldene Palme nominiert.
Die Deutsche Film- und Medienbewertung FBW in Wiesbaden verlieh dem Film das Prädikat besonders wertvoll.